# Пилипейко, Андрей Архипович
Андрей Архипович Пилипейко (16 июня 1931, Ровеньки, Пятихатский район — 10 декабря 2007, Пальмировка, Днепропетровская область) — советский хозяйственный, государственный и политический деятель. Герой Социалистического Труда (1971).

## Биография
Родился 16 июня 1931 года в селе Ровеньки. Член КПСС.
С 1948 года — на хозяйственной, общественной и политической работе. В 1948—1991 годах — колхозник, звеньевой, тракторист, звеньевой механизированного звена, тракторист колхоза имени Карла Маркса Пятихатского района, бригадир тракторной бригады, председатель ревизионной комиссии колхоза «Прогресс» Пятихатского района Днепропетровской области Украинской ССР.
Указом Президиума Верховного Совета СССР от 8 апреля 1971 года за выдающиеся успехи, достигнутые в развитии сельскохозяйственного производства и выполнении пятилетнего плана продажи государству продуктов земледелия присвоено звание Героя Социалистического Труда с вручением ордена Ленина и золотой медали «Серп и Молот».
Делегат XXV съезда КПСС.
Умер в селе Пальмировка в 2007 году.